# Oberharz-Kaserne
Die Oberharz-Kaserne in Clausthal-Zellerfeld war bis 1992 ein Standort der Bundeswehr. Nach dem Wegfall der militärischen Nutzung wurde die Kaserne zu einem Hochschul- und Gewerbegebiet umgewandelt.

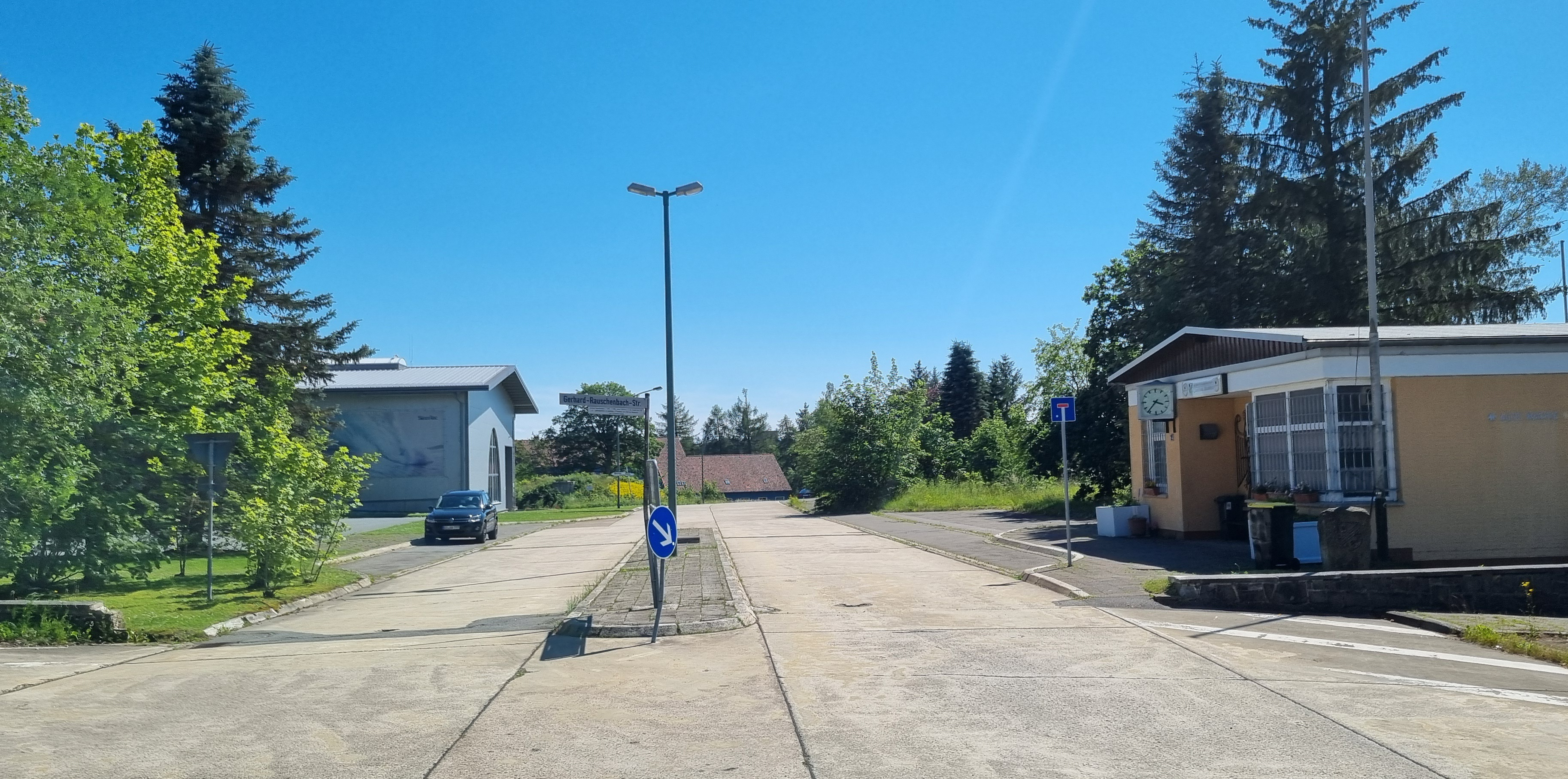
Ehemaliges Haupttor der Oberharz-Kaserne. Rechts das Wachgebäude.

## Bau- und Stationierungsgeschichte

### Zeit des Nationalsozialismus und Zweiter Weltkrieg
Auf dem ehemaligen Kasernengelände befand sich ursprünglich das Bereitschaftslager Tanne, in dem zirka 650 deutsche Arbeitskräfte untergebracht waren, die als Arbeitskräfte in der ehemaligen Sprengstofffabrik Werk Tanne tätig waren. Es bestand aus beheizbaren Holzbaracken.

### Belegung durch den Bundesgrenzschutz
Am 22. August 1953 rückten die erste und zweite Hundertschaft der Bundesgrenzschutzabteilung (GSA) Nord II auf dem Gelände ein.

### Stationierung der Bundeswehr
Nachdem der Bundesgrenzschutz den Standort verlassen hatte, wurde dort im Juni 1960 das Fallschirmjägerbataillon 252 aufgestellt und verlegte nach dem Bau der Kaserne bereits ein Jahr später nach Nagold.
Nach Fertigstellung der neuen Kaserne erfolgte die Umbenennung in Oberharz-Kaserne durch den niedersächsischen Ministerpräsidenten Alfred Kubel.
Folgende Stäbe, Verbände, Einheiten und Dienststellen der Bundeswehr waren in der Oberharz-Kaserne stationiert:
| Einheit                                                    | Stationierung ab | Herkunft | Stationierung bis  | Verbleib |
| ---------------------------------------------------------- | ---------------- | --- | ------------------ | --- |
| Fallschirmjägerbataillon 252                               | 1. Juli 1960     | aufgestellt | 28. September 1961 | verlegt nach Nagold, Eisberg-Kaserne                                                                                       |
| Fernmeldebataillon 762                                     | 1962             | nach Aufstellung im November 1961 in Hannover, Prinz-Albrecht-Kaserne, Verlegung 1962 nach Clausthal-Zellerfeld | 30. September 1966 | aufgelöst |
| PSK-Kompanie 181 (später PSV-Kompanie 181)                 | 1970             | nach Aufstellung im Januar 1962 in Rengsdorf im Westerwald im ehemaligen Hotel Rheinhöhe Verlegung im Februar des Jahres nach Borken. Dort bezog es die Hendrik-de-Wynen-Kaserne, bevor die Kompanie im Juli 1966 nach Dedelstorf in die Richthofen-Kaserne und im August 1970 nach Celle-Scheuen in die Freiherr-von-Fritsch-Kaserne verlegt wurde. Im Herbst 1970 Umbenennung in PSV-Kompanie 181 und Verlegung nach Clausthal-Zellerfeld, dort Eingliederung in das PSV-Bataillon 2 | 30. September 1989 | aufgelöst |
| PSK-Kompanie 281 (später PSV-Kompanie 281)                 | 1970             | nach Aufstellung im Januar 1962 in Rengsdorf im ehemaligen Hotel Rheinhöhe Verlegung zum 1. Oktober 1962 nach Ulm in die Kienlesberg-Kaserne. 1970 Umbenennung in PSV-Kompanie 281 und Verlegung nach Clausthal-Zellerfeld, dort Eingliederung in das PSV-Bataillon 2 | 30. September 1989 | aufgelöst |
| PSK-Kompanie 381 (später PSV-Kompanie 381)                 | 1970             | nach Aufstellung am 1. April 1965 in Rengsdorf im ehemaligen Hotel Rheinhöhe 1970 Umbenennung in PSV-Kompanie 381 und Verlegung nach Clausthal-Zellerfeld, dort Eingliederung in das PSV-Bataillon 2 | 30. September 1989 | aufgelöst |
| Fernmeldekompanie 7                                        | 1967             | aufgestellt | 1992               | aufgelöst |
| Ausbildungskompanie 13/I                                   | 1967             | aufgestellt | 15. November 1980  | Umbenennung in Ausbildungskompanie für Stabsdienst/Militärkraftfahrer 2/1 und Verlegung nach Northeim, Scharnhorst-Kaserne |
| PSV-Bataillon 2                                            | 1970             | | 1. April 1981      | Umbenennung in PSV-Bataillon 800                                                                                           |
| Fernmeldeausbildungskompanie 941                           | 1989             | Verlegung von Daun, Heinrich-Hertz-Kaserne |                    | aufgelöst |
| PSV-Bataillon 800 (teilaktiv)                              | 1. April 1981    | Umbenennung des PSV-Bataillon 2 | 30. September 1989 | aufgelöst |
| Zahnarztgruppe 218/2                                       | 1. April 1981    | aufgestellt | 1989               | aufgelöst |
| PSV-Ausbildungskompanie 801                                | 1985             | aufgestellt | Dezember 1988      | Verlegung nach Neuwied, General-Henke-Kaserne                                                                              |
| Sportfördergruppe 80/6                                     | 1985             | aufgestellt | 1989               | aufgelöst |
| Sportgruppe Heer 80/1                                      | 1985             | aufgestellt | 1989               | aufgelöst |
| Materialausstattung Sanitätsbereich 23/10                  | 1985             | neu aufgestellt | 1986               | aufgelöst |
| Standortverwaltung Goslar Außenstelle Clausthal-Zellerfeld | 1985             | neu aufgestellt | 1989               | aufgelöst |
| Fahrschulgruppe Clausthal-Zellerfeld                       | 1. Januar 1986   | neu aufgestellt | 31. März 1994      | aufgelöst |
| Fernmeldeausbildungskompanie 425                           | 1989             | nach Aufstellung am 1. April 1961 in Bergisch Gladbach, Hermann-Löns-Kaserne, Verlegung 1965 nach Daun, Heinrich-Hertz-Kaserne, Verlegung 1989 nach Clausthal-Zellerfeld |                    | aufgelöst |
| Fernmeldeausbildungskompanie 5/I                           | 1974             | nach Aufstellung am 1. Juli 1980 in Rotenburg an der Wümme, Lent-Kaserne, Verlegung im Oktober 1989 nach Clausthal-Zellerfeld | 1. Oktober 1993    | Rückverlegung nach Rotenburg an der Wümme, Lent-Kaserne                                                                    |

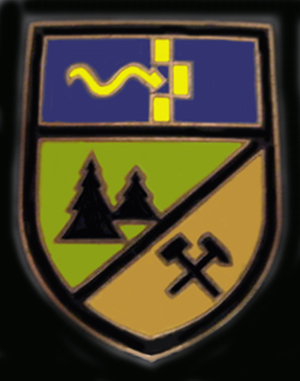
Wappen des PSV-Bataillon 800

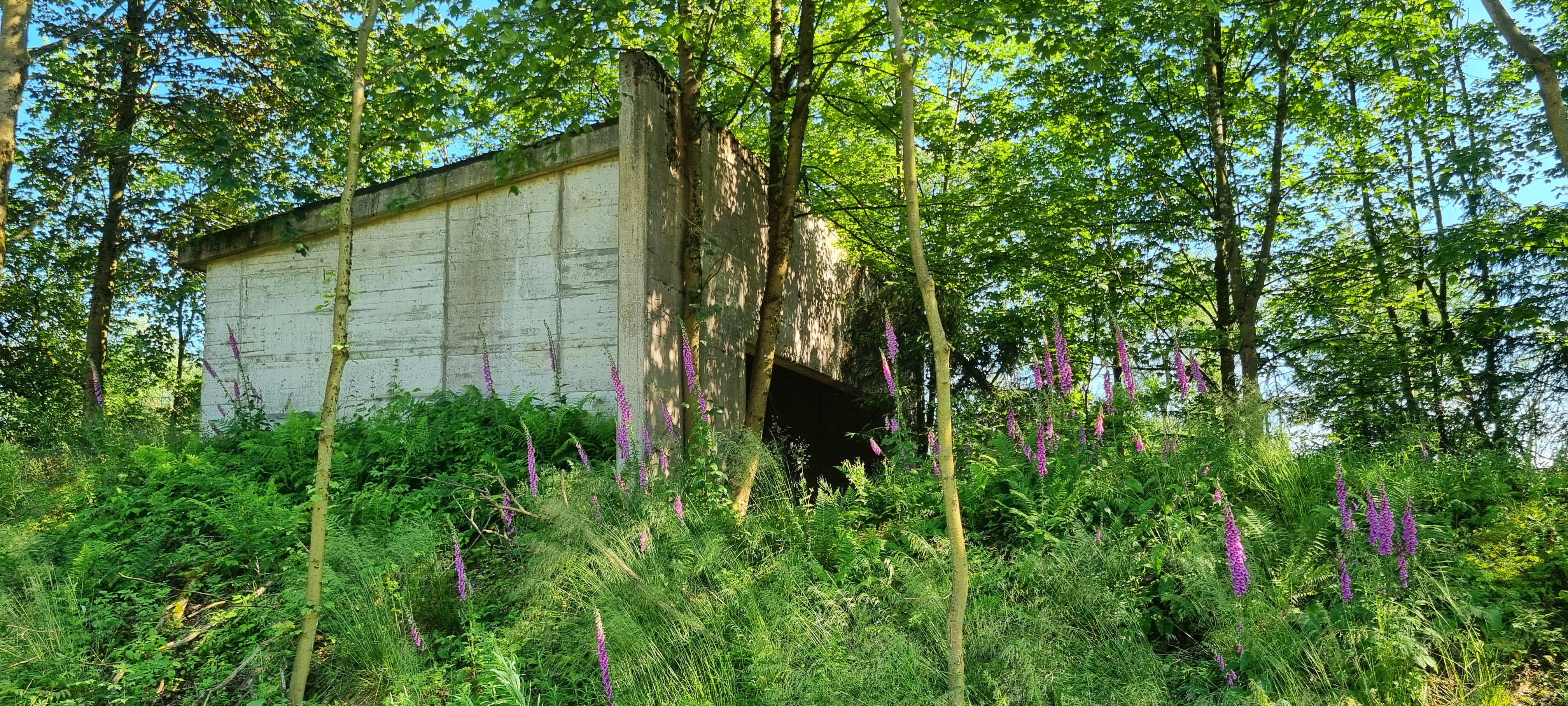
Ehemaliger Schießstand im Werk Tanne

Eine kleine Standortschießanlage (StOSchAnl) befand sich auf dem Gelände des ehemaligen Werk Tanne. Für größere Schießübungen wurde die StOSchAnl in Osterode am Harz aufgesucht. 
Das PSV-Bataillon 800 (teilaktiv) wurde im Jahr 1970 als PSV-Bataillon 2 in der Oberharz-Kaserne aufgestellt. Dazu wurden die PSV-Kompanien 181, 281 und 381 herangezogen. Die Umbenennung erfolgte zum 1. April 1981. Ab 1982 produzierte und strahlte die PSV-Truppe den Truppenbetreuungssender Radio Oberharz aus. Zum 30. September 1989 wurde das Bataillon aufgelöst.
Seit 1985 war die Sportgruppe Heer 80/1 eine Einheit des PSV-Bataillons, der PSV-Kompanie 800. Bekanntestes Mitglied war Jochen Behle. Er trug bei den Olympischen Winterspielen 1998 in der japanischen Stadt Nagano die Fahne der Bundesrepublik und gewann die Bronzemedaille mit der deutschen Langlaufstaffel. Von 2002 bis März 2012.
Nach dem Ende des Kalten Krieges und dem Fall der Berliner Mauer verpflichteten sich die beiden deutschen Staaten im Rahmen des Zwei-plus-Vier-Vertrages für die Herstellung der Deutschen Einheit zur Einhaltung einer Obergrenze bei der Zahl der Soldaten. Dies erforderte eine signifikante Reduzierung der Truppen. In diesem Kontext wurde auch Ende 1993 die Oberharz-Kaserne in Clausthal-Zellerfeld aufgegeben. Der Abschiedsappell fand am 13. September 1993 statt.

## Nachnutzung
Nach Aufgabe des Standortes im Dezember 1993 durch die Bundeswehr hat die Bundesvermögensverwaltung die Verwaltung der Liegenschaft übernommen. 1995 übernahm die Technische Universität Clausthal aus eigenen Mitteln von der Bundesvermögensverwaltung Teile der Oberharz-Kaserne und setzte diese instand, um neuen Raum für zahlreiche Institute zu schaffen. Diese bilden als Campusgebiet Tannenhöhe eins von vier Gebieten der TU Clausthal.
Nach der Konversion befindet sich auf dem Areal heute das Hochschul- und Gewerbegebiet Innovationspark Tannenhöhe. Gelände und Gebäude werden durch die TU Clausthal und diverse Betriebe genutzt, u. a. Werkstofftechnologie, Bauteil-Prüftechnik, Mess-Technik, Triebwerkstechnik, Medizintechnik, Elektronenmikroskopie, Magnetkraftmikroskopie, Lasertechnologie, verschiedene Ingenieurbüros, Unternehmensberatung, Tiefbau, Bürotechnik, Druckerei, Verlag, Konditorei, Physiotherapie.